# دم‌گردها
دُم‌گِردها (نام علمی: Trochocercus) نام یک سرده از خانواده مگس‌گیر شهریار است.